# Itomagaju
Itomagaju  (1835, Rio Cheyenne - 1905, Standing Rock) chamado pelos norte-americanos de Rain-in-the-face (Chuva-no-rosto), foi um chefe Sioux. Em 1866 participou ao ataque ao Forte Philip Kearney e ao Massacre de Fetterman junto com Nuvem Vermelha. Em 1876 se uniu a Cavalo Louco e Touro Sentado e participou da Batalha de Little Bighorn. É atribuído a ele a morte do general George Armstrong Custer. Fugiu para o Canadá, retornando em 1880 para Montana aonde se rendeu. Morreu confinado em Standing Rock.